# Kolomak (Fluss)
Die Kolomak (ukrainisch und russisch Коломак) ist ein linker Nebenfluss der Worskla in der Ukraine. Der Fluss hat eine Länge von 102 km, sein Einzugsgebiet beträgt 1650 km².
Das Tal ist trapezförmig, im unteren Verlauf weniger formiert. Die Breite des Tals ist 2,5–5 km, in manchen Abschnitten bis zu 8 km breit. Die Flussaue sind beidseitig mit einer Breite von 0,6–0,9 km, an der größte Stelle hat die Aue eine Breite von 2,5 km, mit einer mittleren Strömung. Der Fluss ist mäßig gewunden, seine Breite, bei den Bergen, liegt bei 20–50 m und wächst bis auf 100 m an. Seine Tiefe bis ist im Durchschnitt 6 m. Das Gefälle des Flusses beträgt 0,62 m/km. In trockenen Jahren trocknet der Oberlauf aus. Im Bereich wurden mehrere künstliche Teiche angelegt.

## Verlauf
Die Kolomak entspringt am östlichen Rand des Dorfes Wyssokopillja. Sie fließt vorwiegend Richtung Südwesten und mündet nahe dem südöstlichen Teil der Stadt von Poltawa in die Worskla.

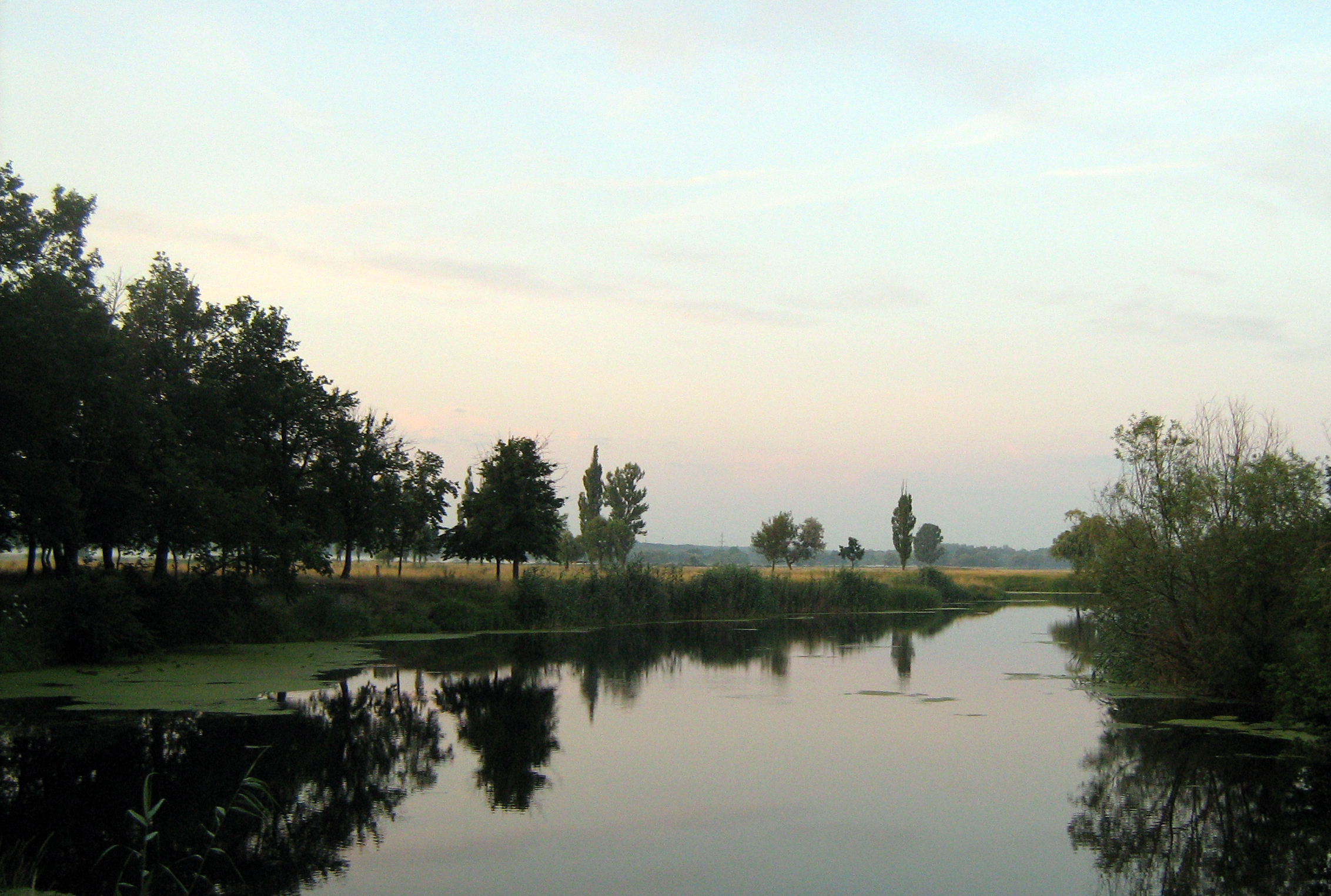
Die Kolomak beim Dorf Lissok in der Oblast Poltawa